# Arracacia xanthorrhiza
La arracacha (Arracacia xanthorrhiza Bancr., Syn.: Arracacia esculenta DC.; Conium arracacia Hook.) también conocida como arracache, apio criollo, racacha, virraca, zanahoria blanca o mandioquiña salsa es una planta cuyo tubérculo es alimenticio, originaria de los Andes y cultivada actualmente en Bolivia, Costa Rica, Colombia, Brasil, Perú, Venezuela y Ecuador entre los 600 y 3200 m s. n. m. Pertenece a la familia de las apiáceas, al igual que la zanahoria (Daucus carota) y el apio (Apium graveolens).

## Descripción
La planta de la arracacha tiene un tronco cilíndrico corto  con numerosos brotes en la parte superior de donde parten las hojas de peciolos largos; sus flores son de color púrpura. Su parte comestible es la raíz que asemeja a una zanahoria engrosada, que puede ser de color blanco (de ahí que se le denomine en Ecuador zanahoria blanca), amarillo o morado según la variedad. Esta raíz tuberosa reservante es apreciada no solo por su sabor sino también por su digestibilidad ya que contiene un almidón muy fino así como también un alto contenido de calcio y vitamina A (variedad amarilla). Los tallos jóvenes pueden ser consumidos en ensaladas y las hojas pueden ser utilizadas como forraje para ganado vacuno o porcino.

## Taxonomía
Arracacia xanthorrhiza fue descrita por Edward Nathaniel Bancroft y publicado en Transactions of the Agricultural and Horticultural Society of Jamaica 1825: 5. 1825.
Sinonimia
- Arracacha esculenta DC.
- Arracacia andina Britton
- Arracacia esculenta DC.
- Arracacia xanthorrhiza var. andina (Britton) S. Knudsen, Sørensen & Hermann
- Bancroftia decipiens R.K.Porter
- Bancroftia xanthorrhiza Billb.
- Conium arracacia Hook.[7]

## Importancia económica y cultural

### Usos

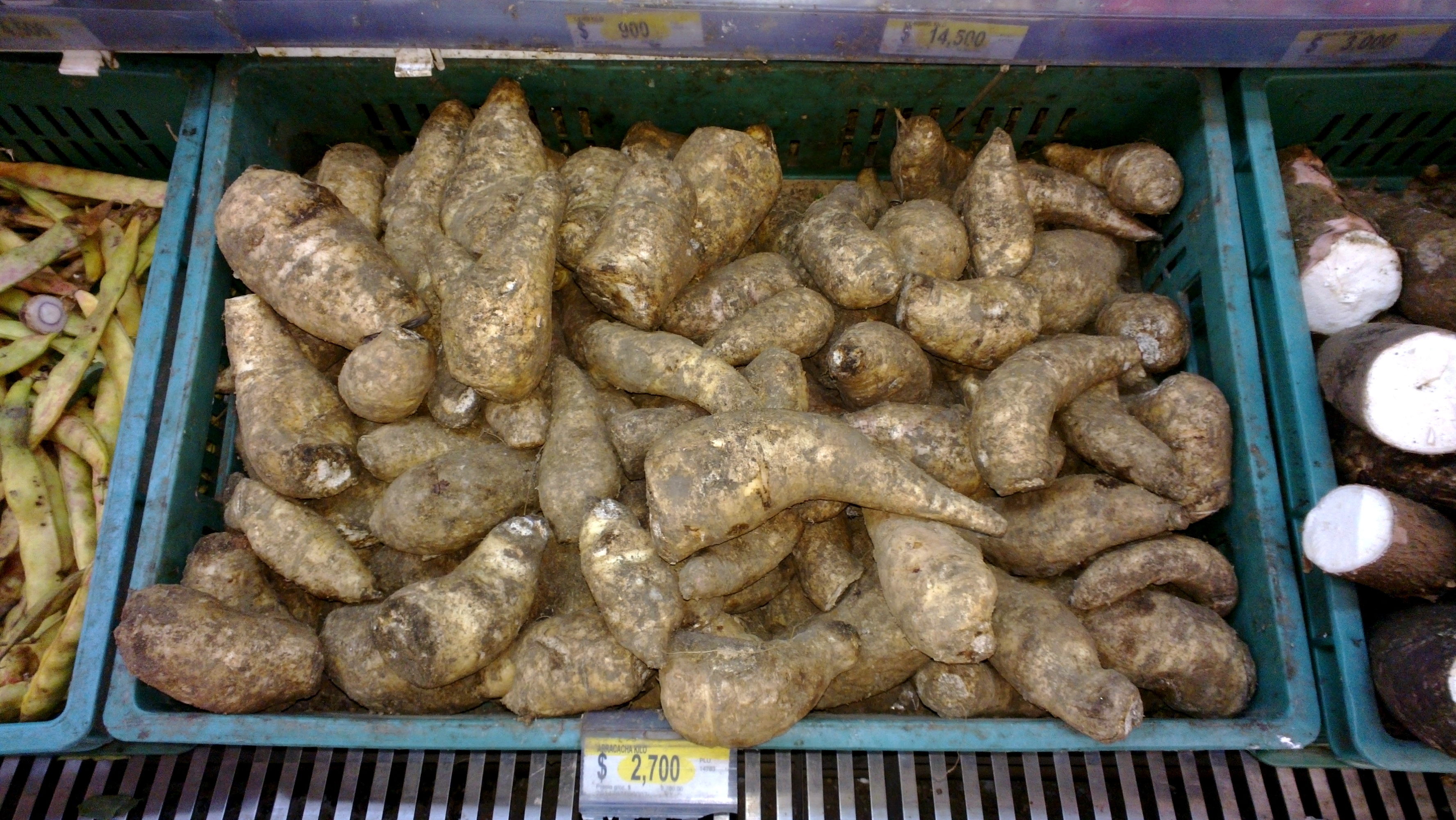
Presentación comercial de la arracacha

La arracacha se cultiva principalmente por su raíz reservante que es de sabor agradable y de fácil digestibilidad, ya que posee un almidón muy fino, alto contenido de calcio y vitamina A y niveles adecuados de niacina, ácido ascórbico y fósforo. Su principal inconveniente es su corta vida de almacenamiento y su vulnerabilidad a sufrir daños durante el transporte. Dado su valor nutricional el consumo de arracacha es recomendado en la dieta alimenticia de niños, ancianos y convalecientes. Aunque la arracacha es más conocida por sus raíces, ninguna parte de esta planta queda sin aprovecharse. Los tallos y las hojas se usan como alimento para animales y las hojas, que tienen un alto contenido de oxidantes, también se usan en muchas aplicaciones medicinales tradicionales.
La arracacha generalmente se comercializa en estado fresco para preparaciones caseras de sopas, purés, pasteles y dulces, pero en Colombia y Brasil a partir de ésta se han desarrollado algunos productos transformados como harina, arracacha frita, chicha de arracacha, arracacha precocida, sopas instantáneas y alimentos infantiles; se produce un dulce típico denominado “rallado de arracacha”, el cual es elaborado con miel de caña.
En Venezuela se emplea mayormente en los sancochos de res, pollo, gallina o mondongo y se le denomina apio (no confundir con el apio, llamado apio España en este país).
En Costa Rica, donde se le conoce como 'arracache', se utiliza principalmente para picadillos y en el comercio se vende en bolsas ya procesado para cocinar.
En Colombia, es parte fundamental de la gastronomía cundiboyacense, donde se usa principalmente para espesar sancochos y el famoso ajiaco sopa típica de Bogotá, a su vez es usada en la región llanera como complemento a pescados y como materia prima para la chicha de arracacha y las arepas dulces.

### Valor nutricional
La raíz de esta planta provee 100 calorías por cada 100 gr, de estos 84 g corresponden a agua y 26 g a materia seca; los carbohidratos constituyen el 23% y alrededor de 1 g de proteína; contiene cuatro veces más calcio que el encontrado en la papa pastusa (Solanum tuberosum). Los ejemplares amarillos contienen cantidades significativas de pigmentos carotenoides, precursores para la vitamina A, hasta el punto que el consumo excesivo puede causar un tono amarillo en la piel, algo que no es peligroso. Ver tabla.
Las raíces son una excelente fuente de vitamina A, niacina, calcio, fósforo y hierro.
Otras fuentes varían en los valores en las raíces de arracacha (variedad ACC Amarilla). En estos estudios el porcentaje de almidón es de 82.2% (fibra 9.17%), el de proteína 4.69%, el de grasas 1.39% y cenizas 4.23%.

## Producción
Colombia es el primer productor mundial de arracacha, con una producción en 2007 de 116.610 toneladas. El cultivo se encuentra en casi todos los departamentos andinos, concentrándose especialmente en el municipio de Cajamarca, departamento del Tolima. En Brasil la arracacha fue introducida hace cerca de 100 años procedente de Colombia; su cultivo se realiza principalmente en las regiones del sur y del sudeste, en los estados de Minas Gerais, Paraná, Espirito Santo y Santa Catarina, y su superficie cosechada se estima en 12.000 hectáreas, con un volumen comercializado de 90.000 toneladas al año. En Venezuela la arracacha se cultiva principalmente en los estados de Mérida, Trujillo y Táchira; la producción se estima en cerca de 23.500 toneladas al año. En Ecuador el cultivo se concentra en la región de San José de Minas, ubicada en la provincia de Pichincha; las estadísticas permiten estimar la producción ecuatoriana entre 12.000 y 24.000 t anuales. En Perú la principal zona productora de arracacha se encuentra en el distrito de Sócota, departamento de Cajamarca, con un área cultivada estimada ente 2.000 y 3.000 ha. En Bolivia el cultivo se desarrolla principalmente en San Juan de La Miel, en la Provincia de Nor Yungas, a 200 km de La Paz, donde se estiman 170 hectáreas de cultivo. Otras regiones donde se ha reportado el cultivo de arracacha son el norte de Chile y en el norte de Argentina, Costa Rica, Puerto Rico, Cuba y otras islas del Caribe. En Asia y África se reportan introducciones en Sri Lanka, Ruanda y Burundi, pero no se conocen los resultados de su adaptación.

## Nombres comunes
- Quechua : rakacha, laquchu, huiasampilla, racacha,[12] rakkacha,[13]
- Aymara : lakachu, lecachu
- Español : arracacha (Colombia, Perú), arracache (Costa Rica); racacha, apio criollo [o simplemente apio] (Venezuela, Puerto Rico), arrecate (América Latina); racacha, virraca, arracacha (Perú);[14] zanahoria blanca (Ecuador)